# Јавно расположење
Јавно расположење (рус. Общественное настроение) — књига Б. Д. Паригина. Прва монографија о проблемима личног расположења написана и објављена у Совјетском Савезу. 

## Прича
Књигу Јавно расположење Бориса Дмитријевича Паригина објавила је московска издавачка кућа „Mysl'“ 1966. у тиражу од 13.000 примерака.  Монографија је друго велико дело научника, које је објављено само годину дана након што је у издавачкој кући Ленинградског државног универзитета објавила књигу Социјална психологија као наука (1965). 
Писању књиге "Јавно расположење" претходили су рецензије и полемички чланци Паригина, објављени од 1952. 

## Главна идеја
Расположење је изузетно сложена, вишеструка и истовремено веома значајна социо-психолошка формација. У ужем смислу је уобичајено да се расположење схвата као релативно стабилан и слабо изражен или бледећи осећај. Чини нам се да би појам "расположење" требало користити у ширем смислу да означи и емоционално стање и опште расположење, оријентацију, оријентацију свих манифестација психе појединца или друштвене групе. 